# Liste guatemaltekischer Landwirtschaftsminister
| Ernannt / Amt angetreten | Name                            | Bemerkungen | in der Regierung von               | Posten verlassen |
| ------------------------ | ------------------------------- | --- | ---------------------------------- | ---------------- |
| 5. Juli 1954             | Ariel Rivera Siliezar           | Oberst 1960: Ministre du Guatemala en Belgique, 1974: Botschafter in Panamá                                     | Carlos Castillo Armas              | 28. Sep. 1954    |
| 29. Sep. 1954            | Lázaro Chacón Pazos             | Unternehmer in der Asociación General de Agricultores                                                           | Carlos Castillo Armas              | 7. Dez. 1956     |
| 8. Dez. 1956             | Mario Antonio Montenegro        | Unternehmer im Bereich der Landwirtschaft                                                                       | Carlos Castillo Armas              | 23. Okt. 1957    |
| 24. Okt. 1957            | José Guillermo Pacheco          | Unternehmer im Bereich der Landwirtschaft                                                                       | Guillermo Flores Avendaño          | 2. März 1958     |
| 3. März 1958             | Enrique García Salas            | | José Miguel Ramón Ydigoras Fuentes | 13. März 1959    |
| 13. März 1959            | Clemente Marroquín Rojas        | | José Miguel Ramón Ydigoras Fuentes | 6. Dez. 1959     |
| 7. Dez. 1959             | Alfredo Enrique Peralta Azurdia | Militär | José Miguel Ramón Ydigoras Fuentes | 2. Dez. 1959     |
| 3. Dez. 1959             | Manuel Antonio Montenegro       | Unternehmer im Bereich der Landwirtschaft                                                                       | José Miguel Ramón Ydigoras Fuentes | 30. Juli 1661    |
| 31. Juli 1661            | Pedro Mombiela Mackpeace        | Unternehmer im Bereich der Landwirtschaft                                                                       | José Miguel Ramón Ydigoras Fuentes | 25. Apr. 1962    |
| 26. Apr. 1962            | Víctor Bolanos                  | Militär | José Miguel Ramón Ydigoras Fuentes | 30. März 1963    |
| 31. März 1963            | Carlos Humberto de León         | Unternehmer in der Asociación General de Agricultores                                                           | Alfredo Enrique Peralta Azurdia    | 30. Juni 1966    |
| 1. Juli 1966             | Francisco Montenegro Girón      | Unternehmer in der Asociación General de Agricultores                                                           | Julio César Méndez Montenegro      | 30. Juni 1970    |
| 1. Juli 1970             | Miguel Ángel Ponciano           | Militär Präsidentschaftskandidat bei den Parlamentswahlen in Guatemala 1966                                     | Carlos Arana Osorio                | 8. Juli 1971     |
| 9. Juli 1971             | Mario A. Martínez Guitiérrez    | | Carlos Arana Osorio                | 30. Juni 1974    |
| 1. Juli 1974             | Roberto Zachrisson Asturias     | Unternehmer in der Asociación General de Agricultores                                                           | Kjell Eugenio Laugerud García      | 26. Juli 1975    |
| 26. Juli 1975            | Fausto David Rubio Coronado     | Militär | Kjell Eugenio Laugerud García      | 30. Juni 1978    |
| 1. Juli 1978             | Luis Edgar Ponciano Castillo    | Agricultura (empresario - CDA)                                                                                  | Fernando Romeo Lucas García        | 11. Feb. 1981    |
| 12. Feb. 1981            | Francisco René Bobadilla Patomo | Unternehmer im Bereich der Landwirtschaft                                                                       | Fernando Romeo Lucas García        | 23. März 1982    |
| 26. März 1982            | Otto Martínez Recinos           | Agricultura (empresario - CDA)                                                                                  | Efraín Ríos Montt                  | 23. Juni 1982    |
| 24. Juni 1982            | Luis Humberto Figueroa Muñoz    | Unternehmer im Bereich der Landwirtschaft                                                                       | Efraín Ríos Montt                  | 18. Juli 1982    |
| 19. Juli 1982            | Luis Humberto Figueroa Muñoz    | Leopoldo Sandoval Villeda                                                                                       |                                    | 23. Aug. 1983    |
| 24. Aug. 1983            | Oscar Iván Nájera Farfán Ríos   | Unternehmer im Bereich der Landwirtschaft                                                                       | Óscar Humberto Mejía Víctores      | 14. Nov. 1983    |
| 15. Nov. 1983            | Rodolfo Perdomo Menéndez        | Unternehmer im Bereich der Landwirtschaft                                                                       | Óscar Humberto Mejía Víctores      | 3. Jan. 1985     |
| 4. Jan. 1985             | Juan Humberto Mancur Donis      | | Óscar Humberto Mejía Víctores      | 13. Jan. 1986    |
| 14. Jan. 1986            | Rodolfo Estrada Hurtarte        | | Marco Vinicio Cerezo Arévalo       | 9. Juli 1989     |
| 10. Juli 1989            | Carlos de León Prera            | | Marco Vinicio Cerezo Arévalo       | 13. Jan. 1991    |
| 14. Jan. 1991            | Adolfo Boppel Carrera           | Unternehmer im Bereich der Landwirtschaft - CDA                                                                 | Jorge Antonio Serrano Elias        | 1994             |
| 1. Jan. 1995             | Luis Arturo del Valle           | | Ramiro de León Carpio              |                  |
| 2001                     | Jorge Rolando Escoto Marroquín  | (* 1960) | Alfonso Antonio Portillo Cabrera   |                  |
| 2002                     | Edín Raymundo Barrientos        | candidato vicepresidencial del Frente Republicano Guatemalteco (FRG) binomio presidencial con Efraín Ríos Montt | Alfonso Antonio Portillo Cabrera   | 2003             |
| 2004                     | Álvaro Aguilar Prado            | (* 1957) | Óscar Berger Perdomo               | 2006             |
| 21. Feb. 2007            | Bernardo Jesús López Figueroa   | | Óscar Berger Perdomo               |                  |
| Jan. 2008                | Raúl René Robles Ávila          | | Álvaro Colom Caballeros            | Juli 2008        |
| Juli 2008                | Julio Recinos                   | | Álvaro Colom Caballeros            | März 2009        |
| März 2009                | Mario Aldana Pérez              | | Álvaro Colom Caballeros            | Feb. 2010        |
| 2. Feb. 2010             | Juan Alfonso de León            | | Álvaro Colom Caballeros            | Jan. 2012        |
| 14. Jan. 2012            | Efraín Medina                   | | Otto Pérez Molina                  | 13. Jan. 2013    |
| 14. Jan. 2013            | Elmer Alberto López Rodrigo     | | Otto Pérez Molina                  |                  |